# Герб Поронайского городского округа
Герб муниципального образования «Поронайский городской округ» Сахалинской области Российской Федерации — официальный муниципального образования.

## Описание и обоснование символики
Герб представляет собой четырехугольный с закругленными нижними углами, заостренный в оконечности серебряный геральдический щит. В серебряном поле обращённая влево червлёная (красная) шхуна на лазоревых (синих, голубых), разделённых тонкими золотыми каймами волнах.
В гербе городского округа «Поронайский» изображены шхуна и волны.
В центре герба в серебряном поле обращённая влево червлёная (красная) шхуна «Восток» на лазоревых, разделенных тонкими золотыми каймами волнах, которая высадила первых основателей поста Тихменево.
Белый фон — символ светлого будущего.
Лазоревые волны — символ моря, реки Поронай и портового города.
Форма щита — историческое значение города как военного поста и охраны морских границ от японских и американских браконьеров.
Золотистая кайма волн — символ солнца, которое каждое утро поднимается из-за моря.

## История
Автор герба — художник Н. Г. Иксанов.
Герб Поронайского района был утверждён 16 мая 1998 года и внесён в Государственный геральдический регистр Российской Федерации под № 278.
В 2006 году Поронайский район был преобразован в Поронайский городской округ. В связи с этим Собрание городского округа «Поронайский» 5 сентября 2006 года своим решением № 124 постановило: Герб МО «Поронайский район» считать гербом городского округа «Поронайский».